# فريق العمل الأمريكي من أجل فلسطين
إن فريق العمل الأمريكي من أجل فلسطين هي منظمة تأسست في عام 2003 للدفاع عن مصلحة الولايات المتحدة الوطنية في تعزيز إنهاء الصراع الفلسطيني الإسرائيلي من خلال إنشاء دولة فلسطينية إلى جانب إسرائيل. لم يكن نشطًا منذ عام 2016. 
يتم تمويل فريق العمل الأمريكي من أجل فلسطين بالكامل من قبل مجلس إدارتها وداعميها. ولم تتلق أي تمويل من أي حكومة أو وكالة حكومية. يتم نشر البيانات المالية الموقعة والمدققة لـ فريق العمل الأمريكي من أجل فلسطين على موقعها الإلكتروني.

## تاريخ
تأسست فريق العمل الأمريكي من أجل فلسطين في عام 2003 كمنظمة خلفًا للجنة الأمريكية بشأن القدس (1995-2003).   وكان رشيد الخالدي رئيسًا لفريق العمل الأمريكي من أجل فلسطين. 
وفي أوائل عام 2004، ساعدت فرقة العمل في الترويج لاتفاقيات جنيف والدعاية لها في الولايات المتحدة. في نوفمبر/تشرين الثاني 2004، كان رئيس جمعية العمل من أجل فلسطين زياد عسلي عضواً في الوفد الأميركي لحضور جنازة ياسر عرفات. وكان مراقباً رسمياً للانتخابات الرئاسية الفلسطينية في يناير/كانون الثاني 2005. في العاشر من فبراير/شباط 2005، أدلى عسالي بشهادته أمام لجنة العلاقات الدولية بمجلس النواب الأميركي بشأن "الطريق إلى الأمام في عملية السلام في الشرق الأوسط".  وكان عسالي عضواً في الفريق الذي راقب الانتخابات التشريعية الفلسطينية في يناير/كانون الثاني 2006. في فبراير 2006، أصدرت مجموعة العمل من أجل فلسطين "رؤيتها لدولة فلسطين"، والتي نشرت لأول مرة في صحيفة نيويورك تايمز.
في ديسمبر/كانون الأول 2006، سافر وفد مكون من عشرة أعضاء من قيادة فريق العمل الأمريكي من أجل فلسطين إلى المنطقة وعقد اجتماعات جوهرية مع كبار القادة السياسيين بما في ذلك الملك الأردني عبد الله الثاني، والرئيس الفلسطيني محمود عباس، ورئيسة الوزراء الإسرائيلية بالوكالة تسيبي ليفني.
في 12 فبراير 2009، أدلى عسلي بشهادته أمام لجنة الشؤون الخارجية في مجلس النواب، اللجنة الفرعية للشرق الأوسط وجنوب آسيا، بشأن عواقب الحرب في غزة.  وفي جلسة الاستماع، قدمت منظمة فريق العمل الأمريكي من أجل فلسطين أيضًا تقريرًا موسعًا مكونًا من 50 صفحة حول ظروف الحرب وتداعياتها وعواقبها. 
في الرابع من مارس 2010، تحدث عسلي أمام لجنة العلاقات الخارجية بمجلس الشيوخ الأمريكي حول "السلام في الشرق الأوسط: الحقائق الأساسية والتحديات المستقبلية". 

## الحفلات السنوية
في خريف كل عام من عام 2006 إلى عام 2013، استضافت فريق العمل الأمريكي من أجل فلسطين حفلات في واشنطن العاصمة للاحتفال بإنجازات وتكريم الأمريكيين الفلسطينيين البارزين واستضافة المتحدثين الرئيسيين البارزين. وفي خريف عام 2014، أعلنت المنظمة إلغاء حفلها السنوي بسبب التشاؤم السائد بين مؤيديها بشأن احتمالات حل الدولتين. في ذلك الوقت كانت الميزانية السنوية للمنظمة حوالي مليون دولار، وكانت الحفلات تمثل عادة حوالي 50% من جمع التبرعات. 
في الحادي عشر من أكتوبر 2006، عقدت مجموعة العمل من أجل السلام في الشرق الأوسط وشمال أفريقيا مؤتمرها السنوي الأول في واشنطن العاصمة، والذي استضافته المتحدثة الرئيسية الدكتورة كونداليزا رايس، كما تحدث فيه أيضاً السيناتور الأمريكي من أصل فلسطيني جون إي سونونو والسيناتور كارل ليفين. وقال رايس أمام جمهور من 500 شخص: "أعتقد أنه لا يمكن أن يكون هناك إرث أعظم لأمريكا من المساعدة في إقامة دولة فلسطينية لشعب عانى طويلاً، وأهان طويلاً، ولم يصل إلى إمكاناته لفترة طويلة، ولديه الكثير ليقدمه للمجتمع الدولي ولنا جميعاً. أعدك بالتزامي الشخصي لتحقيق هذا الهدف. " 

## المناصب

### حق العودة
فيما يتعلق بحق العودة الفلسطيني، تنصّ منظمة العمل من أجل فلسطين على موقعها الإلكتروني على أن "حق العودة جزء لا يتجزأ من القانون الإنساني الدولي، ولا يجوز لأي طرف التنازل عنه. لا توجد أي فئة فلسطينية ذات شأن توافق على التنازل عن هذا الحق. كما لا توجد أي فئة يهودية ذات شأن في إسرائيل تقبل عودة ملايين اللاجئين الفلسطينيين... ويتمثل التحدي الذي يواجه القيادتين الوطنيتين الإسرائيلية والفلسطينية في التوصل إلى صيغة تعترف بحقوق اللاجئين، ولكنها لا تتعارض مع أسس حل الدولتين وإنهاء الصراع".

## الجهود الإنسانية
أطلقت منظمة العمل من أجل فلسطين نداء لجمع التبرعات للصندوق الإنساني الفلسطيني في مايو/أيار 2006. في 23 يناير 2007، أطلقت مؤسسة العمل من أجل فلسطين برنامجاً طبياً إنسانياً في الضفة الغربية.

### الجمعيات الخيرية الأمريكية لفلسطين
في يونيو/حزيران 2007، أنشأ أعضاء مجلس إدارة فريق العمل الأمريكي من أجل فلسطين منظمة شقيقة، وهي الجمعيات الخيرية الأمريكية لفلسطين (ACP). تُعد منظمة الجمعيات الخيرية الأمريكية لفلسطين رائدة في اتباع نهج جديد لتوزيع التبرعات الآمنة على القضايا الجديرة بالاهتمام والتي من شأنها أن تساعد في بناء السلام وفلسطين. تم تصنيف الجمعيات الخيرية الأمريكية لفلسطين من قبل دائرة الإيرادات الداخلية باعتبارها منظمة غير ربحية 501 (ج) (3).
في أغسطس/آب 2008، وقعت جمعية الجمعيات الخيرية الأمريكية لفلسطين مذكرة تفاهم مع الوكالة الأمريكية للتنمية الدولية (USAID) لضمان خضوع جميع المستفيدين من تبرعات الجمعيات الخيرية الأمريكية لفلسطين في فلسطين للتدقيق الكامل والموافقة عليها من قبل الوكالة الأمريكية للتنمية الدولية. هذه أول اتفاقية من نوعها بين الوكالة الأمريكية للتنمية الدولية ومنظمة خاصة، وقد وصفتها هنريتا فور، مديرة الوكالة، بأنها "خطوة تاريخية". وبالتالي، يُطمئن المانحون من برنامج "الجمعيات الخيرية الأمريكية لفلسطين" إلى أن كرمهم سيُوزّع بما يتوافق تمامًا مع القانون الأمريكي، وسيصل إلى المستحقين.
تركز الجمعيات الخيرية الأمريكية لفلسطين في المقام الأول على مجالات الصحة والتعليم. إن هذين القطاعين ليسا محوريين لتحسين نوعية حياة الفلسطينيين بشكل فوري فحسب، بل إنهما ضروريان أيضاً لوضع أسس دولة فلسطينية مستقبلية قابلة للحياة تعيش جنباً إلى جنب مع إسرائيل. ومن خلال استهداف هذين القطاعين، تأمل مجموعة دول أفريقيا والكاريبي والمحيط الهادئ في تعزيز قضية السلام القائمة على أساس الدولتين ــ إسرائيل وفلسطين ــ ودعم الجهود التي تبذلها حكومة الولايات المتحدة لتحقيق هذا الهدف السياسي الحاسم. وفي مشاريعها الإنسانية، تعمل جمعية الجمعيات الخيرية الأمريكية لفلسطين بشكل مباشر مع الجمعيات الخيرية الفلسطينية والدولية، بالإضافة إلى وكالات الوكالة الأمريكية للتنمية الدولية والسلطة الفلسطينية.
منذ توقيع اتفاقية الشراكة مع الوكالة الأمريكية للتنمية الدولية، أطلقت جمعية الجمعيات الخيرية الأمريكية لفلسطين ثلاث مبادرات خيرية لصالح الفلسطينيين في الضفة الغربية، بمبالغ إجمالية بلغت 605 آلاف دولار أمريكي كمساهمات.
تلتزم الجمعيات الخيرية الأمريكية لفلسطين بإحداث تأثير استراتيجي على جودة التعليم وتقديم الرعاية الصحية للفلسطينيين. لقد أدت شراكة الجمعيات الخيرية الأمريكية لفلسطين مع الوكالة الأمريكية للتنمية الدولية إلى إنشاء آلية تطمئن المانحين والمستفيدين وتوفر المساءلة والشفافية. وتعتبر هذه الحزمة الفريدة من الضمانات والشراكات والخدمات مناسبة بشكل خاص لجذب الجهات المانحة التي لديها اهتمام بتعزيز السلام والأمن. وتعتقد منظمة الجمعيات الخيرية الأمريكية لفلسطين أن هناك علاقة وثيقة بين تحسين الظروف المعيشية وتوفير الأمل وواقع السلام الآمن بين إسرائيل وفلسطين.

## المنشورات
في عام 2006، نشرت مجموعة العمل الأمريكية من أجل فلسطين مجلداً يلخص جهودها ومواقفها حتى الآن، بعنوان "المبادئ والبراجماتية: وثائق رئيسية من فريق العمل الأمريكي بشأن فلسطين"، حرره عضو مجلس الإدارة صليبا صرصر، نائب الرئيس المساعد لجامعة مونماوث، وحسين إيبش، زميل بارز في فريق العمل. وكانت فرقة العمل قد أصدرت في وقت سابق عرضا تقديميا بعنوان "فلسطين - إسرائيل 101" حول تاريخ الصراع وآفاق السلام في المنطقة. كما أنتجت فريق العمل الأمريكي من أجل فلسطين مقطع فيديو قصيرًا عن تاريخ الأمريكيين الفلسطينيين بعنوان "لقطات من الأمريكيين الفلسطينيين".
في عام 2009، نشر حسين إيبش، الزميل البارز في فريق العمل من أجل فلسطين، كتاباً بعنوان "ما هو الخطأ في أجندة الدولة الواحدة؟" (فريق العمل الأمريكي من أجل فلسطين، 2009). ويقدم الكتاب نقدًا من وجهة نظر مؤيدة للفلسطينيين لفكرة إنشاء دولة واحدة لجميع الإسرائيليين والفلسطينيين بدلاً من هدف إنهاء الاحتلال والتوصل إلى اتفاق سلام تفاوضي مع إسرائيل.
كما نشرت فريق العمل الأمريكي من أجل فلسطين العديد من أوراق تحليل القضايا والسياسات.

## نقد
في مقال نشر في صحيفة الانتفاضة الإلكترونية بتاريخ 20 يوليو/تموز 2007، دعا المعلق الفلسطيني أسامة خليل إلى مقاطعة المسؤولين والمؤسسات المرتبطة بالسلطة الفلسطينية، "بما في ذلك الجبهات الدبلوماسية مثل فريق العمل الأميركي بشأن فلسطين، وهي مجموعة تفتخر ضمن سجلها الضئيل من "الإنجازات"، برعاية مباريات البولو واستضافة خطاب لوزيرة الخارجية كونداليزا رايس". وقد نظر خليل إلى السلطة الفلسطينية باعتبارها مناقضة تماماً لهدف التحرير الفلسطيني.
في مارس/آذار 2005، وقّعت عشرات المنظمات التي تُمثّل مجتمعات اللاجئين الفلسطينيين بيانًا ردًا على تصريحات أدلى بها رئيس "مجموعة العمل الأمريكية من أجل فلسطين" (ATFP)، زياد عسلي، "أعلنت فيه أن التصريحات والتصريحات الكاذبة التي أدلى بها رئيس "مجموعة العمل الأمريكية من أجل فلسطين" (ATFP) ومقرها واشنطن، الدكتور زياد عسلي، والتي تُلغي حق الفلسطينيين في العودة وتُهين الشعبين الفلسطيني والعربي، هي تصريحات مُستنكرة وخارجة تمامًا عن إجماع شعبنا". وزعم البيان أن "أصواتًا مثل صوت عسلي جزء من جهد مُنسّق أوسع نطاقًا لتقديم مظهر زائف من الاعتدال كبديل للحقوق المشروعة غير القابلة للتصرف للشعب الفلسطيني والعربي، والمتمثلة في حقه في العودة والسيادة وتقرير المصير". 
في عام 2007، ردت منظمة فريق العمل الأمريكي من أجل فلسطين على العديد من انتقاداتها المستمرة في ورقة بحثية تناولت مجموعة واسعة من الهجمات ضد المنظمة.

## مجلس إدارة
- زياد ج. عسلي، دكتور في الطب
- نائلة عسلي
- حسام عطاري
- جيسي آي. عويضة
- بيتر عويضة
- أمين استيتية
- ريما إدريسي جارو
- عصام غلاييني
- عدنان م.م. مجلي
- فؤاد الساحوري
- صليبا صرصر، دكتوراه
- محمد شديد
- علي زغب، دكتوراه

## روابط خارجية
- الموقع الرسمي لفريق العمل الأمريكي بشأن فلسطين
- غيث العمري في مركز التقدم الأمريكي
- مركز التقدم الأمريكي
- أرشيف العمود في صحيفة ديلي ستار